# L'Auberge espagnole
L'auberge espagnole is een Franse film uit 2002 geregisseerd en geschreven door Cédric Klapisch. De hoofdrollen worden vertolkt door Romain Duris en Judith Godrèche. In 2005 kwam er een vervolg op de film, Les poupées russes, en in 2013 volgde Casse-tête chinois. 

## Verhaal
Xavier (Romain Duris) is een student economie in Parijs. Hij maakt kans op een goede baan bij het Ministerie van Financiën, maar hem wordt aangeraden eerst een postdoctoraal proefschrift te schrijven en Spaans leren. Hij gaat daarom als Erasmus-student een jaar in Barcelona studeren. Zijn vriendin Martine (Audrey Tautou) blijft thuis. Xavier deelt in Barcelona een appartement met een groep studenten bestaande uit de Belgische Isabelle, de Britse Wendy, de Duitser Tobias, de Italiaan Alessandro, de Deen Lars en de Spaanse Soledad. Hij beleeft er het jaar van zijn leven.
Xavier en Martine groeien daarentegen steeds verder uit elkaar. Hoewel ze hun best doen tijdens bezoekjes om terug te grijpen naar hun meest verliefde periode, reageert Martine jaloers op elk achtergrondgeluid dat ze hoort tijdens hun telefoongesprekken. Geheel onterecht is dit niet want Xavier heeft haar bedrogen met Anne-Sophie (Judith Godrèche), die hij bij aankomst in Spanje leerde kennen samen met haar echtgenoot Jean-Michel (Xavier De Guillebon), een arts. Martine verbreekt de relatie. Als Xavier steun zoekt bij de arts vertelt die hem dat zijn vrouw alles heeft opgebiecht en verbiedt hij Xavier haar nog te zien.
Als Xavier na een jaar terugkeert naar Parijs krijgt hij zijn felbegeerde baan, maar hij beseft dat het jaar in Barcelona hem heeft veranderd. Hij verlaat het Ministerie de eerste dag al en besluit schrijver te worden.

## Rolverdeling
- Romain Duris - Xavier
- Judith Godrèche - Anne-Sophie
- Audrey Tautou - Martine
- Cécile de France - Isabelle
- Kelly Reilly - Wendy
- Cristina Brondo - Soledad
- Federico D'Anna - Alessandro
- Barnaby Metschurat - Tobias
- Christian Pagh - Lars
- Kevin Bishop - William

## Prijzen
L'auberge espagnole won acht filmprijzen, waaronder een César voor Cécile de France in de categorie 'meest veelbelovende actrice'.

## Titel
De titel heeft in het Frans meerdere betekenissen. L'auberge espagnole betekent letterlijk 'de Spaanse herberg'. Het kan een plaats zijn waar men zijn meegebrachte etenswaren kan nuttigen, of waar men gezamenlijk eet wat ieder heeft meegebracht. Figuurlijk duidt de uitdrukking aan dat iedereen zijn eigen draai aan een idee geeft. Er kan ook een groep mee worden bedoeld waarvan de leden uit verschillende streken afkomstig zijn, of een verschillende achtergrond hebben.